# Minacragides arnacis
Minacragides arnacis is een vlinder uit de familie van de Dalceridae. De wetenschappelijke naam van de soort is voor het eerst geldig gepubliceerd in 1909 door Dyar.